# 托切涅
50°32′32″N 32°51′3″E / 50.54222°N 32.85083°E
托切涅（烏克蘭語：Точене），是烏克蘭北部的村莊，隸屬切爾尼希夫州的普里盧基區。該村始建於1668年，面積0.02平方公里，海拔高度166米，2001年人口25，人口密度每平方公里1,315.8人。